# Ereburger

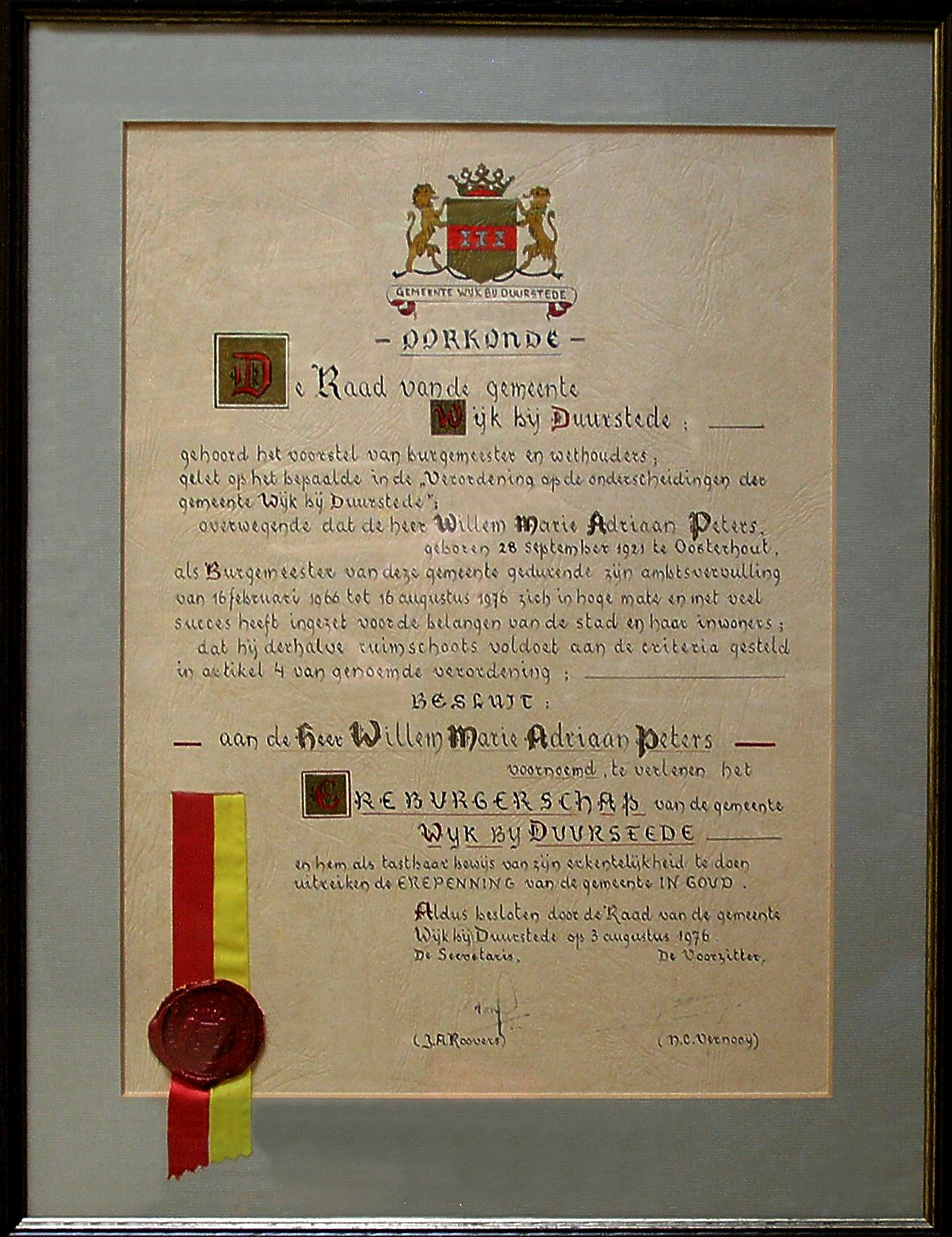
Het ereburgerschap van Wijk bij Duurstede

Het ereburgerschap is een onderscheiding die verleend kan worden door een land, stad of gemeente vanwege bijzondere verdiensten.

## Buitenlanders
Nederland en België benoemen buitenlanders niet tot ereburger van hun land, in Amerika gebeurt dat wel, zo is de Zweed Raoul Wallenberg Amerikaans ereburger.

## Rusland
In Rusland was het ereburgerschap een maatschappelijk instituut. De dragers van de Orde van Sint-Anna werden oorspronkelijk automatisch erfelijke Russische edellieden, maar in 1845 is deze bepaling gewijzigd. Voortaan werd alleen de dragers van de Ie graad van deze Orde erfelijke adeldom toegekend. De anderen verkregen persoonlijke adeldom. Uitzonderingen op deze regel waren de kooplieden. In Rusland wonende buitenlanders en moslims, die bij de toekenning van een van de graden van de Orde van Sint-Anna geen adeldom verkregen maar de status van "ereburgers" oftewel "почетное гражданство" verwierven. Dit ereburgerschap was erfelijk en het was daardoor een maatschappelijk aanzienlijke positie buiten de adel van Rusland. Het hield onder andere in dat men geen hoofdelijke belasting hoefde te betalen.

## Voorbeelden
Op 14 april 2005, exact 60 jaar na de bevrijding van Zwolle, werd de Canadese Leo Major benoemd tot ereburger van de stad Zwolle wegens zijn verdiensten voor de stad aan het eind van de Tweede Wereldoorlog.
De Nederlandse voetbaltrainer Guus Hiddink werd in 2002 na het succes van het door hem gecoachte Zuid-Koreaanse voetbalelftal tijdens het wereldkampioenschap voetbal 2002 ereburger van Zuid-Korea. De Vlaamse componist Armand Preud'homme was ereburger van de gemeenten Peer, Geel, Kampenhout, Kasterlee en Zichem.
Adolf Hitler werd in 1938 ereburger van zijn geboorteplaats Braunau. In 2011 werd hem deze eer ontnomen.
In 1931 werd de Zwitserse ondernemer James Aguet ereburger van de Italiaanse plaats San Felice Circeo.